# 石硬港
石硬港，是臺灣基隆市的一個地名，位於仁愛區中南部，範圍大致包括英仁里不含最南端及東北角、龍門里不含西南端、獅球里獅球嶺砲臺東側一小塊地、德厚里不含西北端、曲水里不含最北端、育仁里、吉仁里不含最東端、智仁里西南端、和明里西南端、忠勇里最南端凸出部分、福仁里東半部、玉田里最南端、博愛里最東端、誠仁里、崇文里南端。

## 歷史
台灣清治末期，石硬港地區為一街庄，稱為「石硬港庄」，隸屬於基隆堡。該庄北與基隆街為鄰，東北與田藔港庄為鄰，東與大水窟庄為鄰，東南與碇內庄為鄰，南邊為暖暖街，西南邊為八堵庄，西邊為港口庄，西北邊為獅球嶺庄。
1901年（日治明治三十四年）11月，該庄隸屬於基隆廳，編入第一區。1905年（明治三十八年）7月，第一區、第二區合併為「基隆區」。1920年（大正九年），該庄改制為「石硬港」大字，隸屬於臺北州基隆郡基隆街。1924年10月，基隆街升格為州轄基隆市。1931年基隆市實施「町名改正」，本地區拆分為多個町。
戰後基隆市改制為省轄市，本地區拆分編入第三區，町改制為里。1946年，第三區改稱仁愛區，本地區仍屬之。因人口增加，本地區已細分為多個里。

## 交通
台鐵縱貫線經過石硬港地區，並設有三坑車站。由此往北可前往端點站基隆車站，往南可前往汐止、台北、桃園、新竹等地，亦可於八堵車站轉宜蘭線前往宜蘭、羅東、花蓮、台東等地。
省道台5線經過本地區，往北轉西北前往基隆市中心，往西南可前往汐止、南港、台北市區。

## 學校
- 南榮國中
- 南榮國小
- 尚智國小